# République centrafricaine aux Jeux olympiques d'été de 2008
La République centrafricaine participe aux Jeux olympiques d'été de 2008 à Pékin.

## Athlètes engagés

### Athlétisme

#### Hommes
| Athlète               | Épreuve    | Séries       | Séries | Quarts de finale | Quarts de finale | Demi-finales | Demi-finales | Finale | Finale |
| Athlète               | Épreuve    | Temps        | Rang   | Temps            | Rang             | Temps        | Rang         | Temps  | Rang   |
| --------------------- | ---------- | ------------ | ------ | ---------------- | ---------------- | ------------ | ------------ | ------ | ------ |
| Béranger-Aymard Bossé | 100 mètres | 10 s 51 (SB) | 6e     | -                | -                | -            | -            | -      | -      |

#### Femmes
| Épreuve    | Athlète           | Séries   | Séries | Quarts de finale | Quarts de finale | Demi-finales | Demi-finales | Finale   | Finale |
| Épreuve    | Athlète           | Résultat | Rang   | Résultat         | Rang             | Résultat     | Rang         | Résultat | Rang   |
| ---------- | ----------------- | -------- | ------ | ---------------- | ---------------- | ------------ | ------------ | -------- | ------ |
| 800 mètres | Mireille Derebona | DSQ      | /      | -                | -                | -            | -            | -        | -      |

### Boxe
| Athlète       | Catégorie             | 16e de finale       | 8e de finale        | Quart de finale     | Demi-finale         | Finale              |
| Athlète       | Catégorie             | Adversaire Résultat | Adversaire Résultat | Adversaire Résultat | Adversaire Résultat | Adversaire Résultat |
| ------------- | --------------------- | ------------------- | ------------------- | ------------------- | ------------------- | ------------------- |
| Bruno Bogongo | Poids welters (-69Kg) | Mulema Défaite 2-17 | -                   | -                   | -                   | -                   |